# Galský fotbal

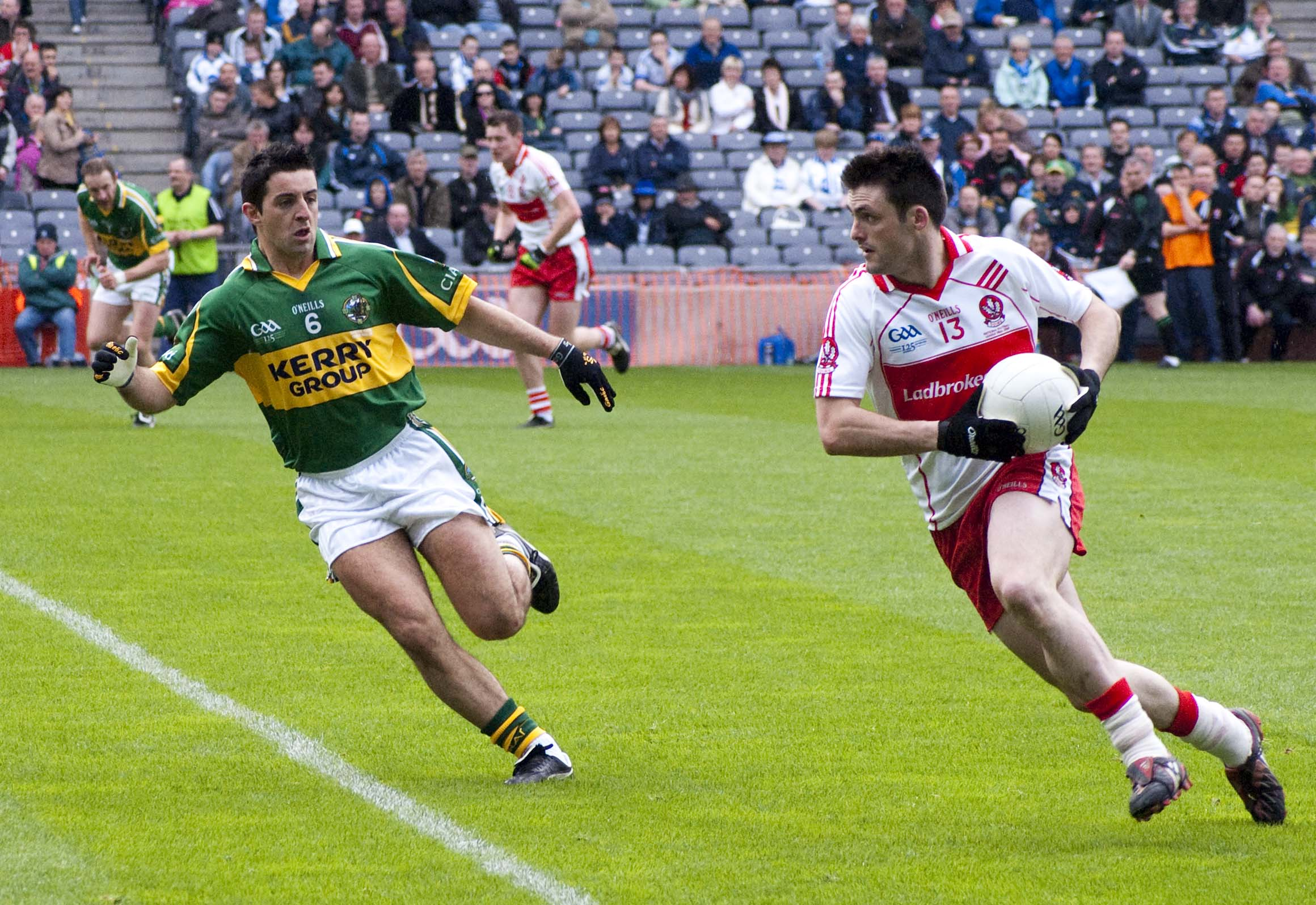
Hráči galského fotbalu

Galský fotbal (irsky Peil Ghaelach, anglicky Gaelic football) je galský sport populární v Irsku. Podobá se ragby a fotbalu. Jako ostatní galské sporty ho organizuje Gaelic Athletic Association (GAA), největší sportovní organizace v Irsku. Hrají ho týmy po 15 hráčích na obdélníkovém travnatém hřišti, s kulatým míčem. Cílem tohoto sportu je skórovat kopnutím nebo úderem míče do branky druhého týmu (3 body) nebo mezi dvě svislé tyče nad brankami a přes břevno ve výšce 2,5 metru nad zemí (1 bod). Pozice v galském fotbale jsou: brankář, šest zadáků, dva záložníci a šest útočníků. Spolu s hurlingem a camogie je galský fotbal jedním z mála zbývajících přísně amatérských sportů na světě, hráči, trenéři ani manažeři nesmějí přijímat jakoukoli formu platby. Finále celoirského šampionátu, které se každoročně koná v Croke Parku v Dublinu, přitahuje davy diváků, finále obvykle sleduje plný stadion (více než 80 000 lidí). Galský fotbal se hraje hlavně na irském ostrově, ačkoli asociace existují i jinde – tam, kde existuje irská diaspora. Největší mimoirská hráčská komunita se nachází v New Yorku. Pod záštitou GAA je galský fotbal sportem pouze pro muže, nicméně existuje i ženská verze. Podobnost mezi galským a australským fotbalem vedla k pokusu o jejich syntézu, tzv. mezinárodní fotbal, od roku 1998 se pravidelně konají testovací zápasy v tomto sportu.